# Frankfurt Galaxy (ELF)
Os Frankfurt Galaxy são uma equipa alemã de futebol americano sediada na cidade de Frankfurt, que disputa a European League of Football (ELF). O clube foi fundado em 9 de março de 2021. Manda seus jogos no Frankfurter Volksbank Stadion, com capacidade para abrigar 12.542 torcedores. Suas cores são púrpura e dourado. Frankfurt Galaxy (ELF) é o sucessor do Frankfurt Galaxy (NFLE).

## Títulos
- Campeonato ELF Bowl: 1

(2021)
- Campeonato ELF - Conferência Sul:  1

(2021)